# Perles d'imitació mallorquines

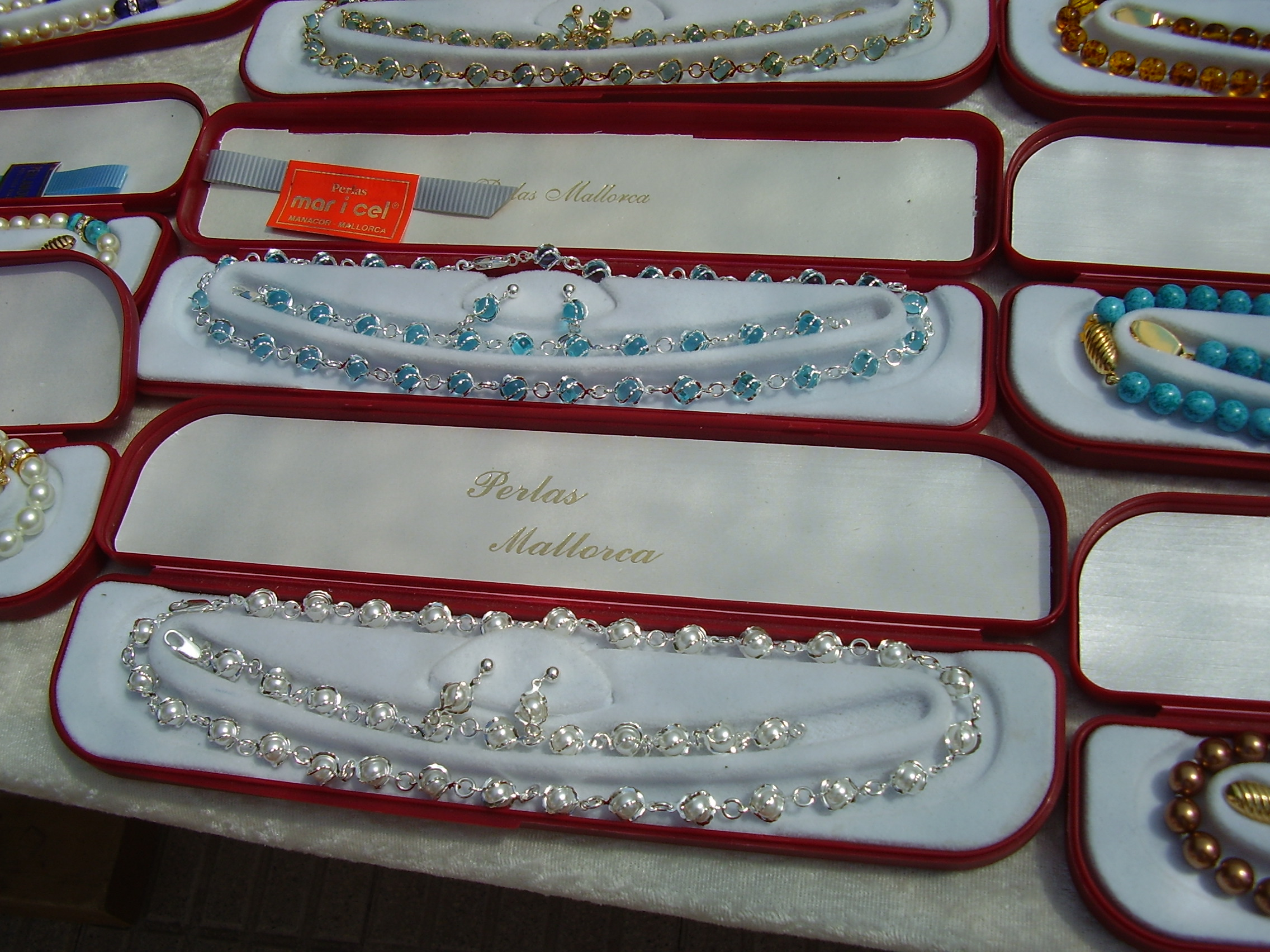
Perles de Mallorca

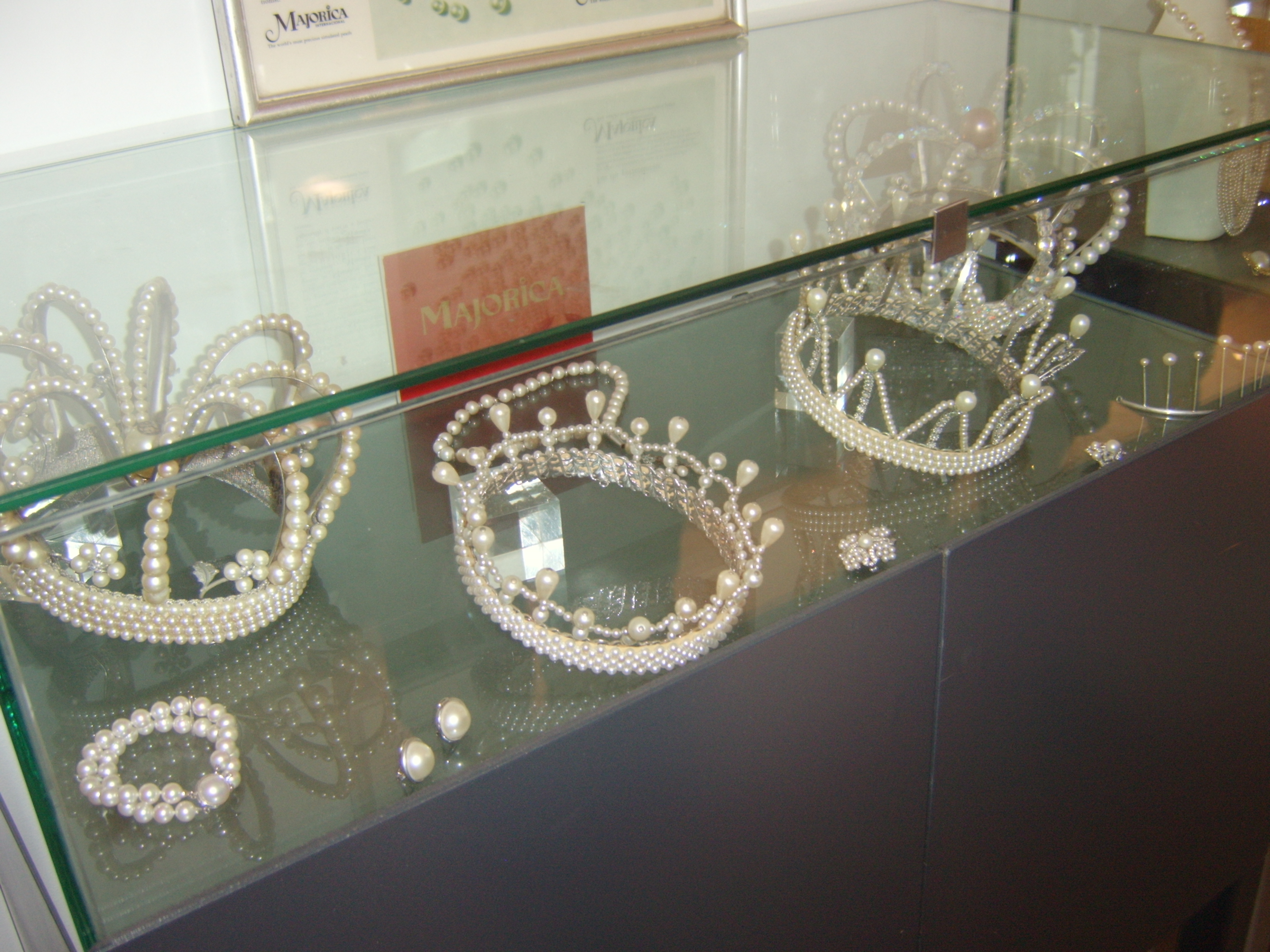
Perles de Mallorca

Les perles d'imitació mallorquines, conegudes també com a perles de Mallorca, són perles artificials produïdes per un procés particular que imiten la forma de perles naturals i que són fabricades exclusivament a Mallorca.

## Història
En 1890, l'alemany Eduard Friedrich Hugo Heusch va inventar la producció de perles orgàniques fetes per l'home. Aquestes són realitzades i seleccionades a mà, una a una, en un procés que reprodueix el de les perles cultivades. El 1897 es va traslladar a París, on va fundar l'empresa Société des perles des Indes E. Heusch & Co, que s'ocupava de la fabricació de perles artificials. Per a la seva producció Eduard Heusch va utilitzar el mètode que ell havia patentat, però la producció va ser abandonada al cap de poc.
El 1902, es va traslladar a Manacor i va construir una fàbrica de perles d'imitació per mitjà d'una societat anomenada Indústria Española de Perlas Imitación S.A., on va utilitzar mètodes més desenvolupats per a la producció de perles artificials i va tenir un èxit internacional. Després de la seva mort, la companyia va ser pels seus fills, que li van canviar el nom per Perlas Majórica SA.

## Elaboració
Es munta en un suport especial un petit nucli de cristall d'òpal endurit a alta pressió. Llavors aquest nucli es submergeix fins a 30 vegades en una dissolució anomenada «essència de perla », formada per un extracte que s'obté d'elements orgànics prodecents de la mar Mediterrània gràcies a una tècnica única secretament guardada.
Cada capa s'escalfa individualment a mà utilitzant un cremador de gas perquè les molècules individuals de la dissolució s'uneixin a les molècules més grans que formen la perla (es polimeritzen). Aquest procés no només garanteix una perfecta fusió compacta, sinó que també conserva el color de les perles.
Mitjançant l'addició de minerals de colors s'aconsegueixen tots els matisos i colors desitjats. Un cop s'han aplicat totes les capes, la nova perla es poleix acuradament. Aquester perles són difícils de distingir d'una perla natural i són de bona qualitat. El seu tacte és el mateix que una perla de veritat i és resistent a la transpiració, al maquillatge, al perfum, a la calor i al fred. 
Actualment les perles d'imitació mallorquines són fabricades principalment per les empreses de Perles Majorica (Manacor) i Perles Orquídea (Montuïri) a Mallorca.